# Ejército Nacional Montenegrino
El Ejército Nacional Montenegrino (en serbio: Црногорска народна војска/Crnogorska narodna vojska) era un ejército cuyo comandante supremo era el político colaboracionista y separatista montenegrino Sekula Drljević. Cuando Pavle Đurišić se retiró con sus fuerzas de Montenegro hacia Eslovenia en 1945, firmó un salvoconducto con Drljević. Según este pacto, las fuerzas de Đurišić se fusionaron con Drljević y formaron el "Ejército Nacional Montenegrino" y Đurišić retuvo el mando operativo, según las instrucciones de Drljević.

## Antecedentes
El Ejército Nacional Montenegrino fue el resultado de los intentos de Sekula Drljević de crear un ejército formado por montenegrinos que vivían fuera de Montenegro.

## Formación y operaciones
El 22 de marzo de 1945, Pavle Đurišić firmó un acuerdo con Drljević. Según este acuerdo, se acordó que el 8.º Ejército de Montenegro chetnik estuviera bajo el mando supremo de Drljević como Ejército Nacional Montenegrino. El 17 de abril de 1945, después de regresar a Zagreb, Drljević emitió una proclama con su programa político e invitó a su "ejército" a luchar tanto contra la nueva Yugoslavia como contra los chetniks de Draža Mihailović.